# Calappa ocellata
Calappa ocellata är en kräftdjursart som beskrevs av Lipke Bijdeley Holthuis 1958. Calappa ocellata ingår i släktet Calappa och familjen Calappidae. Inga underarter finns listade i Catalogue of Life.